# Фуросікі
Фуросікі (яп. 風呂敷, дос. «лазневий килимок») являє собою квадратний шматок тканини, який використовувався для загортання і перенесення предметів будь-яких форм і розмірів.
За старих часів в японських лазнях (о-фуро) було прийнято ходити в легких бавовняних кімоно, які відвідувачі приносили з собою з дому. Той, хто купався  також приносив спеціальний килимок (сікі), на якому стояв, поки роздягався. Переодягнувшись в «лазневе» кімоно, відвідувач обгортав свій одяг килимком, а після лазні загортав у килимок мокре кімоно, щоб донести його додому.
Таким чином, килимок для лазні перетворився на багатофункціональну сумку. Легкість згортання і міцність стали визначальними в підході до вибору тканини для фуросікі. Товсті тканини поступилися місцем тоншим і міцнішим. Поступово більшість фуросікі стали виготовляти з бавовняних тканин. Сьогодні фуросікі роблять з бавовни, шовку і змішаних тканин, зі стороною 40-80 см.
Фуросікі дуже зручний у застосуванні: тканина набуває форми предмета, який ви загортаєте, а ручки дозволяють легко перенести вантаж. Крім того, подарунок, загорнутий не в жорсткий папір, а в м'яку багатошарову тканину, набуває особливої виразності.
Найбільше поширені фуросікі зі стороною 45 см і 68-72 см, хоча не існує стандартизованих розмірів: вони можуть коливатися від носових хусток до розмірів спальної білизни.